# Еребро (округ)
Округ Еребру (швед. Örebro län) је округ у Шведској, у средишњем делу државе. Седиште округа је истоимени град Еребру.
Округ је основан 1634. године.

## Положај округа
Округ Еребру се налази у средишњем делу Шведске. Њега окружују:
- са севера: Округ Даларна,
- са североистока: Округ Вестманланд,
- са истока: Округ Седерманланд,
- са југа: Округ Естерготланд,
- са југозапада: Округ Вестра Јеталанд,
- са запада: Округ Вермланд.

## Природне одлике
Рељеф: У округу Еребру преовлађују нижа подручја. Средишњу трећину чини равничарско до благо заталасано подручје до 100 метара надморске висине. На југу се издиже ниско брдско подручје (до 150 м н.в.). Северна трећина округа је брдска, до 400 м н.в.
Клима: У округу Еребру влада Континентална клима.
Воде: Еребру је унутаркопнени округ у Шведској. Међутим, у оквиру округа постоји низ ледничких језера, од којих је највеће Ветерн, друго по величини у Шведској. Важно је и језеро Хемфјарден. Најважнија река је река Свартон.

## Историја
Подручје данашњег округа покрива западну половину историјске области Вестманланд (север округа) и целу историјску област Нарке (југ округа).
У раздобљу 1634-1779. године подручје округа било је део некадашњег Округа Нерке и Вермланд, да би се 1779. године издвојио округ Вермланд.

## Становништво
По подацима 2011. године у округу Еребру живело је око 280 хиљада становника. Последњих година број становника расте.
Густина насељености у округу је преко 33 становника/км², што је осетно више од државног просека (23 ст./км²).

## Општине и градови
Округ Еребру има 12 општина. Општине су:
| - Аскерсунд - Дегерфорс - Еребро - Јуснарсберј - Карлскога - Кумла | - Лакса - Лекеберг - Линдесберј - Нора - Халсберј - Хелефорс |

Градови (тачније „урбана подручја") са више од 10.000 становника: 
- Еребро - 107.000 становника.
- Карлскога - 27.000 становника.
- Кумла - 14.000 становника.